# Laura Wandel
Laura Wandel (Brussel, 1984) is een Belgisch filmregisseur en scenarioschrijver.

## Biografie
Laura Wandel werd geboren in 1984 in Brussel en studeerde af aan het Institut des arts de diffusion in Louvain-la-Neuve. Daar maakte ze haar afstudeerfilm Murs, die werd geselecteerd voor verschillende festivals over de hele wereld, gevolgd door de korte films O négatif en Les corps étrangers, die meedeed aan het filmfestival van Cannes in 2014. Haar eerste langspeelfilm Un monde werd geselecteerd voor de Un certain regard-competitie op het filmfestival van Cannes 2021, waar hij de FIPRESCI-prijs won.

## Filmografie
- 2007: Murs (kortfilm)
- 2010: O Négatif (kortfilm)
- 2014: Les Corps étrangers (kortfilm)
- 2021: Un monde

## Prijzen en nominaties
De belangrijkste:
| Jaar | Prijs                   | Categorie        | Film         | Uitslag  |
| ---- | ----------------------- | ---------------- | ------------ | -------- |
| 2021 | Filmfestival van Cannes | FIPRESCI-prijs   | Laura Wandel | Gewonnen |
| 2021 | Filmfestival van Londen | Beste debuutfilm | Laura Wandel | Gewonnen |